# Il fiume del lupo
Il fiume del lupo, anche noto come Sul fiume del lupo (The Love Bandit) è un film muto del 1924 diretto da Dell Henderson. Il soggetto fu un adattamento di Lewis Allen Browne da The Love Bandit, un lavoro teatrale di Norman Houston e Charles E. Blaney. Quest'ultimo (1866-1944), soprannominato King of the Melodrama, era anche produttore del film.

## Produzione
Il film fu prodotto da Charles E. Blaney con la sua casa di produzione, la Charles E. Blaney Productions, una piccola compagnia che produsse solo cinque film dal 1914 al 1924. Le riprese furono effettuate nel 1923.

## Distribuzione
Il film uscì nelle sale cinematografiche statunitensi il 6 gennaio 1924, distribuito dalla Vitagraph Company of America. In Italia uscì nel 1926.

## Divieti
In Italia venne vietata la visione ai minori di 15 anni.